# LibreOffice Writer
 (novembre 2024).
LibreOffice Writer est le composant de traitement de texte et de publication assistée par ordinateur (PAO) gratuit et open source du progiciel LibreOffice. Fork d'OpenOffice.org Writer, LibreOffice Writer est un traitement de texte similaire à Microsoft Word et WordPerfect de Corel avec de nombreuses fonctionnalités similaires et une compatibilité avec les formats de fichiers,.
LibreOffice Writer est publié sous la licence publique Mozilla v2.0.
Comme toute la suite LibreOffice, Writer peut être utilisé sur diverses plates-formes, notamment Linux, FreeBSD, macOS et Microsoft Windows. Il existe des versions communautaires pour de nombreuses autres plateformes. Collabora, partenaire de l'écosystème, utilise le code en amont de LibreOffice et fournit des applications pour Android, iOS, iPadOS et ChromeOS,. LibreOffice Online est une suite bureautique en ligne qui comprend les applications Writer, Calc et Impress et fournit un support en amont pour des projets commerciaux tels que Collabora Online.

## Quelques fonctionnalités
- Writer est capable d'ouvrir et d'enregistrer dans un certain nombre de formats, notamment OpenDocument (ODT est son format par défaut), DOC, DOCX, RTF et XHTML de Microsoft Word[7].
- Un correcteur d'orthographe et de grammaire (Hunspell)[8],[9]
- Outils de dessin intégrés
- Outils de création de formulaires intégrés
- Fonctions de calcul intégrées
- Éditeur d'équations intégré[10]
- Exporter au format PDF, générer un PDF hybride (un PDF standard avec un fichier ODF source joint) et créer un formulaire PDF remplissable
- La possibilité d'importer et de modifier des fichiers PDF[11]
- Possibilité de modifier visuellement les fichiers HTML et XHTML sans utiliser de code avec prise en charge WYSIWYG
- Exporter aux formats HTML, XHTML, XML
- Exporter au format ebook EPUB
- Sommaire, index, bibliographie
- Signature de documents, mot de passe et cryptage à clé publique (GPG)
- Suivi des modifications lors des révisions, comparaison de documents (visualisation des modifications entre deux fichiers)
- Intégration de bases de données, y compris une base de données bibliographique
- Publipostage[12]
- Scriptable et contrôlable à distance via l'API UNO
- Les ensembles stylistiques OpenType et les variantes de caractères des polices ne sont pas sélectionnables à partir des menus, mais peuvent être spécifiés manuellement dans la fenêtre de police. Par exemple, fontname:ss06&cv03 définira la police sur le groupe stylistique 6 et choisira la variante de caractère 3. Ceci est basé sur la même syntaxe que la fonction de police Graphite.

## Formats de fichiers pris en charge
(novembre 2024).
| Format de fichier                                | Extension              | Lire/Écrire                                                                         | Notes                                                               |
| ------------------------------------------------ | ---------------------- | ----------------------------------------------------------------------------------- | ------------------------------------------------------------------- |
| AbiWord                                          | ABW, ZABW              | Depuis la version 4.2                                                               |                                                                     |
| AppleWorks (word processing)                     | CWK                    | Depuis la version 4.1                                                               | Anciennement nommé ClarisWorks                                      |
| Apple Pages                                      | PAGES                  | Depuis la version 5.0                                                               |                                                                     |
| AportisDoc (Palm)                                | PDB                    | Oui                                                                                 | Nécessite Java                                                      |
| BroadBand eBook                                  | LRF                    | Oui                                                                                 |                                                                     |
| DocBook                                          | XML                    | Oui                                                                                 |                                                                     |
| FictionBook                                      | FB2                    | Depuis la version 4.2                                                               |                                                                     |
| Hangul WP 97                                     | HWP                    | Oui                                                                                 | Les documents récents "5.x" ne sont pas supportés.[réf. nécessaire] |
| HTML                                             | HTM, HTML              | Oui                                                                                 |                                                                     |
| Ichitaro 8/9/10/11                               | JTD, JTT               | Oui                                                                                 |                                                                     |
| Lotus Word Pro                                   | LWP                    | Oui                                                                                 |                                                                     |
| MacWrite Pro 1.5                                 | MW, MCW                | Depuis la version 4.1                                                               |                                                                     |
| Microsoft Pocket Word                            | PSW                    | Oui                                                                                 | Nécessite Java                                                      |
| Microsoft RTF                                    | RTF                    | Oui                                                                                 |                                                                     |
| Microsoft Word 2003 XML (Traitement de texte ML) | XML                    | Oui                                                                                 |                                                                     |
| Microsoft Word 4/5/6.0/95                        | DOC, DOT               | Oui, écriture possible jusque à la version 3.6                                      |                                                                     |
| Microsoft Word 97–2003                           | DOC, DOT               | Oui                                                                                 |                                                                     |
| Microsoft Word 2007-now                          | DOCX, DOTX, DOCM, DOTM | Oui                                                                                 |                                                                     |
| Microsoft Works (Traitement de texte)            | WPS, WPT               | Oui                                                                                 | Formats Microsoft Works pour Mac depuis la version 4.1              |
| Microsoft Write                                  | WRI                    | Depuis la version 5.1                                                               |                                                                     |
| OpenDocument (Traitementde texte)                | ODT, FODT, OTT,        | Oui                                                                                 |                                                                     |
| OpenOffice.org XML (Traitement de textes)        | SXW, STW               | Oui                                                                                 |                                                                     |
| Fichier texte                                    | TXT                    | Oui                                                                                 | Différents encodages sont supportés.                                |
| Software602 (T602)                               | 602, TXT               | Oui                                                                                 |                                                                     |
| StarOffice StarWriter 3/4/5                      | SDW, SGL, VOR          | Supprimé dans la version 4.0 puis rajouté dans la version 5.3, up to 3.6[pas clair] |                                                                     |
| Unified Office Format (Traitement de texte)      | UOT                    | Oui                                                                                 |                                                                     |
| WordPerfect                                      | WPD                    | Oui                                                                                 |                                                                     |
| WordPerfect Suite 2000/Office 1.0                | WPS                    | Oui                                                                                 |                                                                     |
| WriteNow 4.0                                     | WN, NX^D               | Depuis la version 4.1                                                               |                                                                     |

### En anglais
- (en) Christophe Strobbe, Bert Frees et Jan Engelen, « An Accessibility Checker for LibreOffice and OpenOffice.org Writer », Computers Helping People with Special Needs, Springer,‎ 2012, p. 484–491 (ISBN 978-3-642-31522-0, DOI 10.1007/978-3-642-31522-0_73, lire en ligne, consulté le 25 novembre 2024)
- (en) Steve Oualline et Grace Oualline, Practical Free Alternatives to Commercial Software, Apress, 2018 (ISBN 978-1-4842-3075-6)
  - pp. 29–50 : Getting Started with LibreOffice Writer (DOI 10.1007/978-1-4842-3075-6_2 ; lire en ligne)
  - pp. 51–63 : Writing Business Letters with LibreOffice Writer (DOI 10.1007/978-1-4842-3075-6_3 ; lire en ligne)
  - pp. 65–87 : Writing a Report with LibreOffice Writer (DOI 10.1007/978-1-4842-3075-6_4 ; lire en ligne)
- (en) Lucrecia Llerena, Nancy Rodríguez, John W. Castro et Silvia T. Acuña, « Applying a Usability Technique in the LibreOffice Writer Project », CLEI Electronic Journal, vol. 23, no 2,‎ 22 septembre 2020, p. 4:1–4:12 (ISSN 0717-5000, DOI 10.19153/cleiej.23.2.4, lire en ligne, consulté le 25 novembre 2024)

### Dans d'autres langues
- (cs) Vlastimil Ott, LibreOffice Writer: Praktický průvodce, CZ.NIC, 1er janvier 2014 (ISBN 978-80-88168-05-8, lire en ligne)
- (es) Maria del Carmen Rios Jiménez, Adriam Delgado Rivero, Angel Goñi Oramas et Jorge Luís Roque Álvarez, « Asistente para la elaboración de calendarios en LibreOffice Writer. », Université des sciences informatiques (rapport de soutenance),‎ 15 janvier 2015 (lire en ligne, consulté le 25 novembre 2024)
- (id) Syamsuddin Mas'ud, Rahmat Syam et Hisyam Ihsan, « Sosialisasi, Instalasi, dan Penggunaan Software Open-Source LibreOffice Writer bagi Guru di Kabupaten Bantaeng », LOSARI: Jurnal Pengabdian Kepada Masyarakat, vol. 6, no 1,‎ 9 juin 2024, p. 54–60 (ISSN 2684-8678, DOI 10.53860/losari.v6i1.191, lire en ligne, consulté le 25 novembre 2024)